# 劉建中 (足球運動員)
劉建中（1932年5月29日—？），籍貫廣東東莞寮步鎮，綽號「劉抽」，香港足球運動員，司職守門員。職業生涯只効力港甲老牌球會南華，中華民國國腳。

## 生平
劉建中被譽為1950-60年代香港最佳守門員，代表中華民國參加1958年亞洲運動會、1960年夏季奧林匹克運動會、1966年亞洲運動會等賽事。